# Chemin de fer de Guernesey
Le chemin de fer de Guernesey est l'unique ligne de voie ferrée ouverte en 1879 et qui ferma définitivement en 1934 sur l'île Anglo-Normande de Guernesey.

## Histoire
Le projet de création d'une voie ferrée se concrétise en 1877. Le 2 mai 1877, les États de Guernesey garantissent une concession pour l'exploitation d'une future ligne. Le 13 août 1877, le Conseil confirme par ordonnance cette concession. Le 29 mai 1878, la Guernsey Steam Tramway Company est enregistrée officiellement à Londres. 
La ligne a un parcours d'environ 5 kilomètres. Elle relie la ville de Saint-Pierre-Port à la petite cité portuaire de Saint-Samson. La ligne servira notamment au transport du granite mais également aux passagers.
Le chemin de fer de Guernesey fut inauguré le 6 juin 1879 avec la mise en service de deux trains à vapeur et de trois locomotives à vapeur. Dès les deux premiers jours, plus de 2 000 personnes empruntèrent le train avec des billets de première, seconde et troisième classes.
La ligne a été, par la suite, électrifiée et le 20 février 1892, fut mis en route une rame électrique. Ce train électrique était pratiquement un tramway électrique.
Dès la fin du XIXe siècle, la ligne de chemin de fer est concurrencé par l'omnibus tiré par des chevaux. La désaffection du public conduira à la fermeture définitive de la ligne le 9 juin 1934.
En 2004, un projet de remise en service de la ligne fut envisagé, mais rien de concret est venu soutenir ce projet depuis cette date.